# Vicariato apostólico de Tesalónica
El vicariato apostólico de Tesalónica o de Salónica (en latín: Vicariatus Apostolicus Thessalonicensis y en griego: Αποστολικό Βικαριάτο Θεσσαλονίκης) es una circunscripción eclesiástica de la Iglesia católica en Grecia. Se trata de un vicariato apostólico latino, inmediatamente sujeto a la Santa Sede. Desde el 15 de julio de 1929 es sede vacante y su administrador apostólico es el arzobispo Georgios Altouvas.

## Territorio y organización

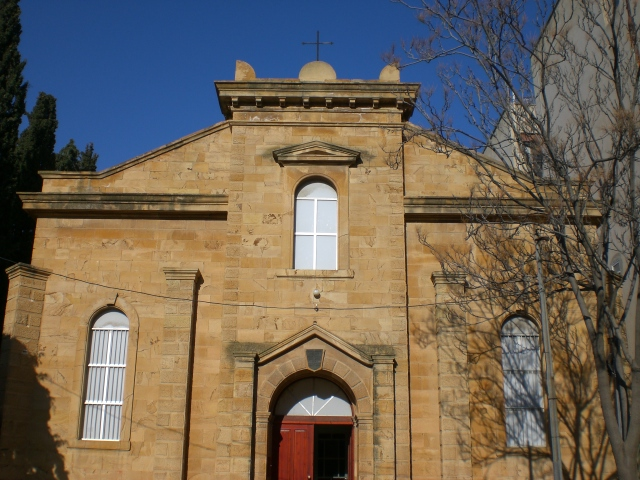
Iglesia de San José, en Alejandrópolis

El vicariato apostólico tiene 56 793 km² y extiende su jurisdicción sobre los fieles católicos de rito latino residentes en las periferias de Macedonia Occidental, Macedonia Central, Tracia y Macedonia Oriental y Tesalia.
La sede del vicariato apostólico se encuentra en la ciudad de Salónica (o Tesalónica), en donde se halla la Catedral de la Inmaculada Concepción.
En 2022 en el vicariato apostólico existían 6 parroquias: Inmaculada Concepción de la Virgen María, en Tesalónica; Sagrado Corazón de Jesús, en Larisa; Inmaculada Concepción de la Virgen María, en Volos; San Pablo, en Kavala; San José, en Xánthi; y San José, en Alejandrópolis.

## Historia

### Antecedentes
La ciudad de Tesalónica fue sede de una antigua comunidad cristiana, cuyos orígenes se remontan a la predicación del apóstol Pablo. El libro de los Hechos de los Apóstoles cuenta que san Pablo llegó a Grecia acompañado de dos discípulos, ambos macedonios, Aristarco y Gayo (cf. Hch 19,29 y Hch 27,2). La tradición considera a estos dos discípulos como los primeros obispos de la comunidad cristiana de Tesalónica.
A partir del siglo IV, con la afirmación del cristianismo, la ciudad, que era la capital de la provincia romana de Macedonia Primera, se convirtió en sede metropolitana. Como todas las sedes episcopales de la prefectura del pretorio de Iliria, la arquidiócesis de Tesalónica formaba parte del patriarcado de Roma. En el siglo IV/V Tesalónica fue elevada al rango de vicariato, y sus metropolitanos se convirtieron en representantes del obispo de Roma en toda Iliria. Posteriormente, a partir de mediados del siglo VIII, Tesalónica y toda la prefectura fueron sometidas por los emperadores al patriarcado de Constantinopla.
Con motivo de la Cuarta cruzada, Tesalónica fue conquistada por los cruzados que fundaron el Reino de Tesalónica, el mayor feudo del Imperio latino, que ocupaba gran parte del norte y centro de Grecia. En consecuencia, el papa Inocencio III el 10 de diciembre de 1206 estableció una sede arzobispal de rito latino, que sobrevivió hasta después de que en 1224 la ciudad fue conquistada por Miguel I Comneno Ducas, el déspota griego de Epiro, y antes de 1246, cuando pasó a manos del Imperio bizantino.
Tesalónica fue ocupada por el Imperio otomano en 1430 y pasó a Grecia el 8 de noviembre de 1912 durante la primera guerra de los Balcanes.

### Vicariato apostólico
El vicariato apostólico fue erigido el 18 de marzo de 1926 mediante el breve In sublimi Principis del papa Pío XI en territorios bajo dominio griego: Macedonia griega y Tracia se obtuvieron del vicariato apostólico de Constantinopla (hoy vicariato apostólico de Estambul), mientras que Tesalia era administrada por la delegación apostólica de Grecia, a la que había sido confiada en 1882, junto con las islas de Tasos, Lemnos, Samotracia y Ténedos (transferida a Turquía el 20 de septiembre de 1920) en el mar Egeo, también incluidas.
Desde 1929 la sede ha sido gobernada por un administrador apostólico, que desde 1992 ha sido el arzobispo de Corfú, Zacinto y Cefalonia.

## Estadísticas
Según el Anuario Pontificio 2023 el vicariato apostólico tenía a fines de 2022 un total de 6293 fieles bautizados.
| Año                                                                             | Población            | Población | Población      | Sacerdotes | Sacerdotes    | Sacerdotes    | Bautizados por sacerdote | Diáconos permanentes | Religiosos | Religiosos | Parroquias |
| Año                                                                             | Bautizados católicos | Total     | % de católicos | Total      | Clero secular | Clero regular | Bautizados por sacerdote | Diáconos permanentes | Varones    | Mujeres    | Parroquias |
| ------------------------------------------------------------------------------- | -------------------- | --------- | -------------- | ---------- | ------------- | ------------- | ------------------------ | -------------------- | ---------- | ---------- | ---------- |
| 1950                                                                            | 2500                 | ?         | ?              | 4          |               | 4             | 625                      |                      | 12         | 23         | 2          |
| 1970                                                                            | 2135                 | ?         | ?              | 8          | 1             | 7             | 266                      |                      | 20         | 27         |            |
| 1980                                                                            | 2500                 | 3 000     | 0.1            | 6          |               | 6             | 416                      |                      | 13         | 23         | 4          |
| 1990                                                                            | 2750                 | 3 000     | 0.1            | 5          |               | 5             | 550                      |                      | 10         | 12         | 6          |
| 1999                                                                            | 4000                 | 3 501 000 | 0.1            | 6          | 2             | 4             | 666                      |                      | 9          | 3          | 7          |
| 2000                                                                            | 4000                 | 3 501 000 | 0.1            | 6          | 2             | 4             | 666                      |                      | 9          | 3          | 6          |
| 2001                                                                            | 4000                 | 3 501 000 | 0.1            | 6          | 2             | 4             | 666                      |                      | 8          | 8          | 8          |
| 2002                                                                            | 4000                 | 3 501 000 | 0.1            | 6          | 2             | 4             | 666                      |                      | 8          | 8          | 8          |
| 2003                                                                            | 4000                 | 3 501 000 | 0.1            | 5          | 2             | 3             | 800                      |                      | 7          | 8          | 8          |
| 2004                                                                            | 4000                 | 3 501 000 | 0.1            | 6          | 2             | 4             | 666                      |                      | 8          | 8          | 8          |
| 2006                                                                            | 5500                 | 3 560 000 | 0.2            | 6          | 2             | 4             | 916                      |                      | 8          | 8          | 4          |
| 2010                                                                            | 8100                 | 3 574 000 | 0.2            | 8          | 3             | 5             | 1012                     |                      | 8          | 8          | 4          |
| 2014                                                                            | 7376                 | 3 560 000 | 0.2            | 10         | 3             | 7             | 737                      |                      | 9          | 7          | 4          |
| 2017                                                                            | 6600                 | 3 592 021 | 0.2            | 3          |               | 3             | 2200                     |                      | 7          | 5          | 4          |
| 2020                                                                            | 6400                 | 3 594 500 | 0.2            | 5          |               | 5             | 1280                     |                      | 10         | 9          | 7          |
| 2022                                                                            | 6293                 | 3 593 994 | 0.2            | 5          |               | 5             | 1258                     |                      | 5          | 6          | 6          |
| Fuente: Catholic-Hierarchy, que a su vez toma los datos del Anuario Pontificio. |                      |           |                |            |               |               |                          |                      |            |            |            |

## Episcopologio

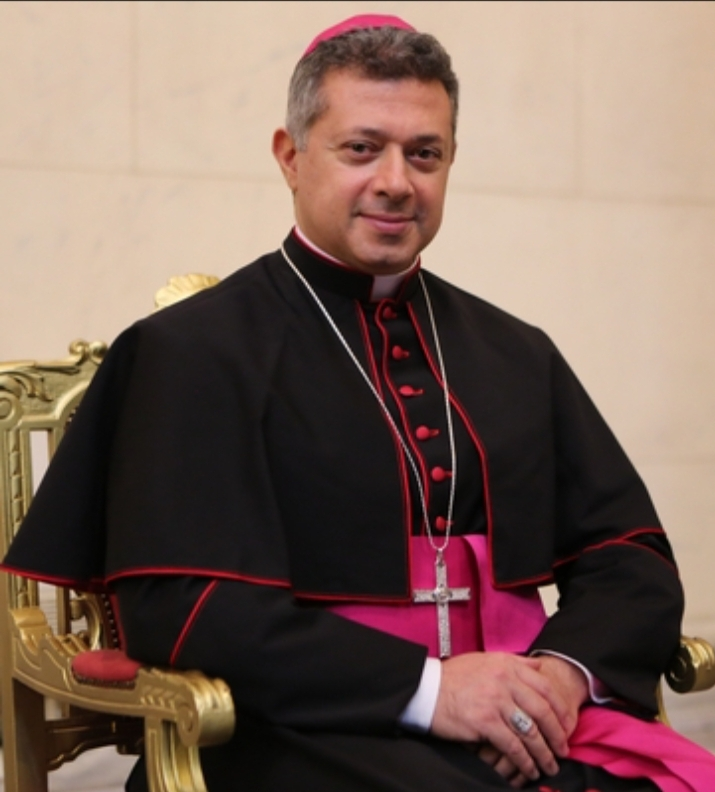
Arzobispo Georgios Altouvas, administrador apostólico de Tesalónica desde 2020

- Alessandro Guidati † (30 de abril de 1927-15 de julio de 1929 nombrado arzobispo de Naxos, Andros, Tenos y Miconos)
  - Giovanni Francesco Filippucci † (1929-1947) (administrador apostólico)
  - Marco Sigala † (1947-1950) (administrador apostólico)
  - Georges Xenopulos, S.I. † (1950-1953) (administrador apostólico)
  - Marius Macrionitis, S.I. † (1953-1959) (administrador apostólico)
  - Venedictos Printesis † (1959-1962) (administrador apostólico)
  - Dimítrios Roussos, S.I. † (1969-1992) (administrador apostólico)
  - Antónios Varthalítis, A.A. † (1992-22 de marzo de 2003 retirado) (administrador apostólico)
  - Yannis Spiteris, O.F.M.Cap. (22 de marzo de 2003-14 de septiembre de 2020 retirado) (administrador apostólico)
  - Georgios Altouvas, desde el 14 de septiembre de 2020 (administrador apostólico)